# Wonder Island
Wonder Island (ワンダー・アイランドWandā Airando ) to dwuczęściowa, jednoczęściowa manga napisana przez Akirę Toriyamę . Jest znana jako pierwsza opublikowana manga Toriyamy. Pierwszy rozdział ukazał się w Weekly Shōnen Jump 1978 nr 52 w listopadzie 1978 roku, a drugi rozdział został opublikowany w specjalnym wydaniu Weekly Shōnen Jump 25 stycznia 1979 roku. Wonder Island pojawia się również w Manga Theater Vol. 1 Akiry Toriyamy , wydanym w 1983 roku. Miejsce akcji tej mangi, Wonder Island , pojawia się później w Dr. Slump